# گایویل، شهرستان آزویگو، نیویورک
گایویل (به انگلیسی: Gayville) یک منطقهٔ مسکونی در ایالات متحده آمریکا است که در نیویورک قرار دارد.